# 莫娜·辛普森
潘妮洛普·莫娜·辛普森（英語：Penelope Mona Simpson）是美国动画电视剧《辛普森一家》中的人物，由葛倫·克蘿絲配音。她是亚伯拉罕·辛普森的妻子，荷马·辛普森的母亲。她的一生大部分不为人们所知。20世纪60年代，年轻的莫娜参与了嬉皮士运动。她在与一群积极分子破坏蒙哥马利·伯恩斯的生化武器研究室时被伯恩斯认出来，并被通缉。于是莫娜被迫离开了自己的家人。她出现在D'oh-in' in the Wind、Mother Simpson、My Mother the Carjacker与Mona Leaves-a几集中出现。由于通缉在身，她不得不过着逃亡的生活，但她仍然很爱她的儿子荷马，甚至冒着被捕的危险探望过荷马。她在Mona Leaves-a中死亡。
莫娜·辛普森这个名字来自于编剧理查德·阿佩尔的妻子，史蒂夫·賈伯斯的亲生妹妹莫娜·辛普森。